# Myrmecaelurus crucifer
Myrmecaelurus crucifer is een insect uit de familie van de mierenleeuwen (Myrmeleontidae), die tot de orde netvleugeligen (Neuroptera) behoort. 
Myrmecaelurus crucifer is voor het eerst wetenschappelijk beschreven door Navás in 1913.